# Курчавов, Иван Фёдорович
Иван Фёдорович Курчавов (1 июня 1916, д. Лаз, Демянская волость, Порховский уезд, Псковская губерния — 2002, Москва) — советский писатель. Член Союза писателей СССР (1953).
В годы Великой Отечественной войны — старший политрук политотдела 8-й армии. Первая книга автора вышла в январе 1943 года в блокадном Ленинграде. В 1945 году, в том числе за подготовленную книгу «Освобождение Советской Эстонии», награждён боевым Орденом Отечественной войны II степени.
За роман «Шипка» в 1979 году награждён Орденом Кирилла и Мефодия I степени Народной Республики Болгарии.

## Биография
Иван Курчавов родился 1 июня 1916 года в деревне Лаз Демянской волости Порховского уезда Псковская губернии.
Семья жила в тяжкой нужде, рано оставшись без кормильца — его отец, тяжело контуженный в боях с бандитами Булак-Булаховича, умер в 1920 году.
Его мать, считавшаяся самым грамотным человеком в деревне, рано научила мальчика читать и писать — первой прочитанной книжкой стала «Капитанская дочка» А. С. Пушкина, и уже в 10 лет мальчик начал писать коротенькие заметки в стенгазету сельсовета. Учился в школах соседних деревень Демянки, Хрычкова и в городе Порхове.
В 1929 году, в возрасте 13 лет, Иван Курчавов написал пьесу об убийстве селькора, которую местный поэт-журналист Александр Шабанов порекомендовал поставить в самодеятельности в школьном театре. Окрылённый успехом, юный автор написал свой первый рассказ, за неимением бумаги — на обоях, и послал его А. М. Горькому, от которого в ответ получил шеститомное юбилейное собрание его сочинений с автографом и две пачки дефицитной писчей бумаги.
В 1934 году по путевке комсомола Курчавов был направлен на работу в редакцию районной газеты «Порховская правда», увлечённо работал, взяв за три года только 20 выходных.
В 1935 году 19-летний журналист был отмечен центральной «Крестьянской газетой», изданием ЦК ВКП(б), в числе ста лучших сельских корреспондентов СССР и награждён именными часами.
В 1937 году призван в ряды Красной Армии, член ВКП(б) с 1939 года.

### В годы войны
Участник Великой Отечественной войны с июня 1941 года и до Победы.
Всю войну, с сентября 1941 года, служил в политотделе 8-й армии. На конец войны — старший политрук, майор.
Участник боёв на Ленинградском и Волховском фронтах, до конца февраля 1942 года находился в кольце блокады Ленинграда, освобождал Прибалтику.
С декабря 1941 года являлся постоянным фронтовым корреспондентом редакции газеты «На страже Родины» Ленинградского фронта, а также газет «Фронтовая правда» и «Ленинский путь».
В январе 1943 года в блокадном Ленинграде написал повесть «Подвиг понтонеров», рукопись по случайности попала Н. С. Тихонову, благодаря которому уже через три недели (это в условиях блокадного, голодного города) книга была не только напечатана фронтовой типографией, но и разослана в части; политотдел 8-й армии взял книгу на вооружение как «духовный боеприпас».
В том числе за написанную в ходе боёв в 1944 году документальную книгу «Освобождение Советской Эстонии», Фронтовым приказом № 27/н по 8-й армии награждён боевым орденом:

В боях по освобождению Эстонии, десантных операций на острове Муху, Даго, Эзель, обеспечил непрерывную, по-партийному острую и своевременную политическую информацию.
 В период десантной операции на остров Даго выехал в части 109 сд и обеспечил полноценную информацию для вышестоящих политорганов. …
 За короткий срок подготовил книгу «Освобождение Советской Эстонии» обстоятельно показав в ней один из важнейших этапов в истории 8 армии с марта по декабрь 1944 года.— из наградного листа на Орден Отечественной войны II степени, 18 мая 1945 года
Награждён двумя орденами Отечественной войны II степени (22.05.1945, 1985), орденом Красной Звезды (24.02.1944) и медалями, в том числе «За оборону Ленинграда» (03.07.1943).

### После войны
В 1955 году Иван Курчавов вышел в запас в звании гвардии подполковника, жил в Москве, но регулярно приезжал в Порхов, где подолгу жил в доме № 12 по улице Мельничной.
Активно писал и печатался. В 1953 году был принят в члены Союза писателей СССР по рекомендации русского поэта Всеволода Рождественского и эстонского писателя Аугуста Якобстона.
В 1963 году, в возрасте 47 лет, Курчавов окончил историко-филологический факультет Тартуского университета.
Занимался общественной деятельностью: встречался со школьниками, трудящимися районов, ветеранами войны, оказывая им помощь в получении боевых орденов.
Умер летом 2002 года в Москве в возрасте 86 лет.

## Творчество
Автор ряда рассказов, повестей и романов. Тематика произведений писателя так или иначе связана с родной ему Псковщиной или же основана на его личном опыте.
Первый (неизданный) рассказ был о М. Т. Таппо — председателе колхоза «Красная Береза» Порховского района, инициаторе создания льноводных звеньев.
Первая книга писателя вышла в 1943 году в блокадном Ленинграде — сборник очерков «Подвиг понтонеров», о доблести и мужестве советских воинов, сражавшихся в районе Невской Дубровки.
В 1944 году в Ярославле была издана книга «Воины Волхова», в 1945 году вышла книга очерков «Освобождение Советской Эстонии».
После войны вышло несколько книг писателя: повесть для детей «Левка-партизан», «М. И. Калинин в Таллинне» и другие. В 1949 году издан большой очерк из жизни эстонских колхозов на Кавказе «Путешествие в Сальме». В 1950 году была напечатана пьеса «Дружба побеждает».
В 1956 году вышла трилогия «Московское время», через три года она была дополнена и окончена — наиболее крупное произведение писателя, над которым он работал более 10 лет с 1948 года. Трилогия рассказывает о борьбе трудящихся Эстонии за восстановление Советской власти в 1940 году и об освобождении Советской Эстонии от фашистских захватчиков в годы Великой Отечественной войны.
В 1963 году в Воениздате вышел роман «Цветы и железо», о борьбе порховских партизан с немецко-фашистскими оккупантами: в книге ясно видны прототипы героев, например, руководителя подполья Б. П. Калачёва (в романе — П. П. Калачникова), и события из жизни оккупированного Порхова (в романе — Шелонска).
В 1965 году был опубликован сборник очерков «Фронтовые были».
В 1966 году вышел роман «В стороне от главного удара» посвящен Гражданской войне на Псковщине.
В 1970 году вышел роман «Теплынь в Студенце» о деятельности революционерки-народницы А. Т. Яворской в Порховском уезде в конце XIX века.
В 1973 году вышла документальная повесть «Ольга и Сергей», о судьбе советской разведчицы-подпольщицы Ольги Грененберг и её мужа, политработника Красной Армии Сергея Глушакова.
В 1973 же году вышла документальная повесть «Красуха» о страшной судьбе псковской деревни, сожжённой 27 ноября 1943 года гитлеровцами вместе с всеми 280 жителями.
В 1977 году Воениздат издал исторический роман «Шипка», посвящённый событиям Русско-турецкой войны 1877—1878 годов. Одним из героев романа стал владелец имения в Полоное Порховского уезда известный русский военный деятель А. М. Дондуков-Корсаков.
Записи не вошедшие в роман «Шипка» автор объединил в сборник рассказов «По дедовскому следу», изданный в том же 1977 году приложением к журналу «Советский воин».
В 1984 году вышел роман «Братушки» о советско-болгарской дружбе.
В 1987 году вышел роман «Невская Дубровка» об обороне Ленинграда — боях в районе Невской Дубровки. Роман написан во многом по личным впечатлениям писателя, и по его словам он долго не мог приступить к работе над темой:

Здесь меньше всего нужно было рыться в архивах: многое пережито лично. И, видимо, поэтому так трудно было браться за роман «Невская Дубровка».
 Я как бы вновь оказался на месте тех тяжёлых боёв и всё пережил заново. … писалась книга не чернилами.— Иван Фёдорович Курчавов, Автобиография, 1990 год
В 1989 году к 750-летию города Порхова писатель подготовил краеведческий сборник биографий знаменитых земляков — «Городок на Шелони».
Некоторые произведения переведены на иностранные языки (например, рассказы «Фронтовые были» переведены на молдавский язык в 1975 году).
Остались неопубликованными ряд произведений писателя, например, очерк «Партизанский летописец» о партизане, журналисте, прозаике, поэте И. В. Виноградове.

## Награды и признание
- Награждён двумя орденами Отечественной войны II степени (1945, 1985), орденом Красной звезды (1944), медалями.
- Медаль «За трудовое отличие» (1956)[2][нет в источнике].
- Почётная грамота Президиума Верховного Совета РСФСР (1986), Благодарность от Центрального архива Министерства обороны СССР (1983).
- Отличник народного просвещения РСФСР.
- В 1935 году центральной «Крестьянской газетой» (издание ЦК ВКП(б)) в числе ста лучших сельских корреспондентов Советского Союза и награждён именными часами.
- За роман «Шипка» Державный Совет Народной Республики Болгарии наградил И. Ф. Курчавова в 1979 г. высшим золотым Орденом Кирилла и Мефодия I степени.
- За роман «Невская Дубровка» в 1988 году награждён офицерским кортиком.
- В 1994 году награждён Медалью имени А. Фадеева.
- Является Почётным гражданином города Порхова и Почётным гражданином города Елена (Болгария).

## Память
Порховский краевед А. Е. Крылов несколько раз предлагал установить памятную доску на доме № 12 на улице Мельничной, но по разным причинам осуществить задуманное не получалось. В 2016 году по инициативе Порховского краеведческого музея предлагалось установить 100-летию писателя памятную доску на здании районной библиотеки, тоже безрезультатно.